# Christoph Sieber (Windsurfer)
Christoph Sieber (* 9. Jänner 1971 in Wels) ist ein österreichischer Windsurfer und Segler.

## Leben
Christoph Sieber war Schüler des Linzer Musikgymnasiums und des Brucknerkonservatoriums (Cello). Dem Windsurfen zuliebe gab er die klassische Musik auf und wechselte in das Schulsportmodell Salzburg, einem Gymnasium für Leistungssportler.
1992 gewann er bei der Kieler Woche und qualifizierte sich für die Olympischen Spiele in Barcelona, wo er erst in der letzten Wettfahrt eine Medaille verpasste und Fünfter wurde.
Als Dritter der Europameisterschaften 1994 wurde ihm die Teilnahme an den Spielen 1996 in Atlanta (Segeln und Surfen in Savannah) wegen knapper Nichterfüllung der Qualifikationskriterien des Österreichischen Olympischen Comités verwehrt.
Nach intensiviertem mentalen Training, häufigen Trainingsaufenthalten in Sydney und verstärktem Konditionstraining im Olympiastützpunkt Obertauern errang er bei der Teilnahme an den Olympischen Spielen 2000 in Sydney die Goldmedaille. Dafür wurde er am 3. November 2000 auf Rang 2 (hinter dem Skirennläufer Hermann Maier) bei der Wahl zum österr. Sportler des Jahres gewählt.
Nach Sydney widmete er sich vor allem dem Kitesurfen und Reisen. 2002 erklärte er offiziell seinen Rücktritt vom Windsurfen. 2004 begann Sieber gemeinsam mit Vorschoter Clemens Kruse in der olympischen Bootsklasse 49er Jolle zu segeln (Österreichischer Staatsmeister 2005). Er war der erste Windsurfer, der den Wechsel in diese Bootsklasse wagte. 
Seit Mitte 2008 hält der Vater eines Sohnes Motivationsvorträge und Seminare über Mentaltraining, Leistungsoptimierung und Burn-out-Prophylaxe ab.

## Sportliche Erfolge
- Goldmedaille Olympische Spiele 2000
- 3. Platz Europameisterschaft 1994
- 5. Platz Olympische Spiele 1992
- 1. Platz Kieler Woche 1992
- sechsfacher Österreichischer Staatsmeister

## Auszeichnungen
- Goldenes Ehrenzeichen für Verdienste um die Republik Österreich
- Goldenes Ehrenzeichen des Landes Salzburg
- Goldenes Verdienstzeichen des Landes Oberösterreich